# Acanthodactylus orientalis
Acanthodactylus orientalis — вид ящірок родини ящіркових (Lacertidae). Мешкає на Близькому Сході.

## Поширення і екологія
Acanthodactylus orientalis мешкають в центральній і південній Сирії, в північній Йорданії та в центральному і південному Іраці. Вони живуть в Сирійській пустелі, на сухих, напівпустельних луках.